# Féminisme en Irlande (pays)
Le féminisme en Irlande a joué un rôle crucial dans la place légale et sociale des femmes dans l'Irlande d'aujourd'hui. Le rôle des femmes a été influencé via de nombreuses modifications de la législation dans la deuxième moitié du XXe siècle, surtout dans les années 1970.

## Historique et droit de vote des femmes

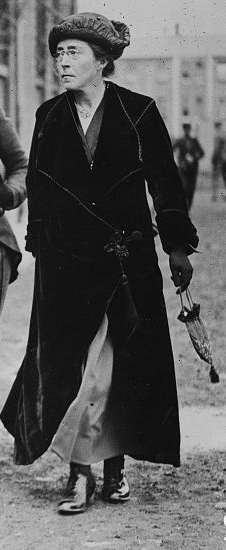
Hanna Sheehy-Skeffington en 1916.

En 1907 est créée la Women's National Health Association.
Les femmes participent activement à l'insurrection de Pâques 1916. Environ 260 rejoignent l'insurrection : jusqu'à récemment, elles n'étaient pas mentionnées dans les manuels scolaires. Avant les commémorations de 2016, plusieurs historiens ont décidé de travailler à corriger ces omissions. Un projet, financé par le gouvernement, permet à Mary McAuliffe et Liz Gillis de retracer l'histoire de 77 femmes emprisonnées pendant la rébellion. Elles sont souvent des activistes qui ont combattu pour d'autres causes de la justice sociale et de l'égalité : réforme de la propriété immobilière, organisation du travail, suffrage des femmes. Hanna Sheehy-Skeffington, une activiste pour le droit de vote, dit en 1917 à son audience que « c'est la seule occasion historique dont j'ai entendu parler pendant laquelle des hommes qui se battaient pour la liberté ont volontairement inclus des femmes. »
Après l'exécution des révolutionnaires en 1916, l'église catholique romaine commence à soutenir l'indépendance. L'Église est l'institution la plus puissante du pays, et participe activement à la rédaction de sa constitution.   
Les femmes irlandaises, comme toutes les femmes du Royaume-Uni, obtiennent le droit de vote en 1918, à condition d'avoir plus de 30 ans et de posséder des propriétés ou d'avoir été à l'université, tandis que les hommes peuvent voter sans conditions dès 21 ans. À l'indépendance, en 1922, l'État libre d'Irlande donne des droits de vote égaux aux femmes et aux hommes, mais pendant les dix années qui suivent, des nouvelles lois passent pour empêcher les femmes de rejoindre un jury, de travailler après le mariage, et de travailler dans l'industrie. La constitution de 1937 et le gouvernement conservateur du premier ministre Éamon De Valera continuent cette tendance d'ôter les droits acquis par les femmes en 1922.  
Le premier gouvernement de l'État libre se veut pluraliste, mais Eamon de Valera, qui ne soutient pas l'émancipation des femmes, et l'Église mettent en place des enseignements conservateurs. La contraception et le divorce sont illégaux, et plusieurs lois sont passées pour garder les femmes au foyer et loin des lieux de travail.

## Deuxième vague féministe

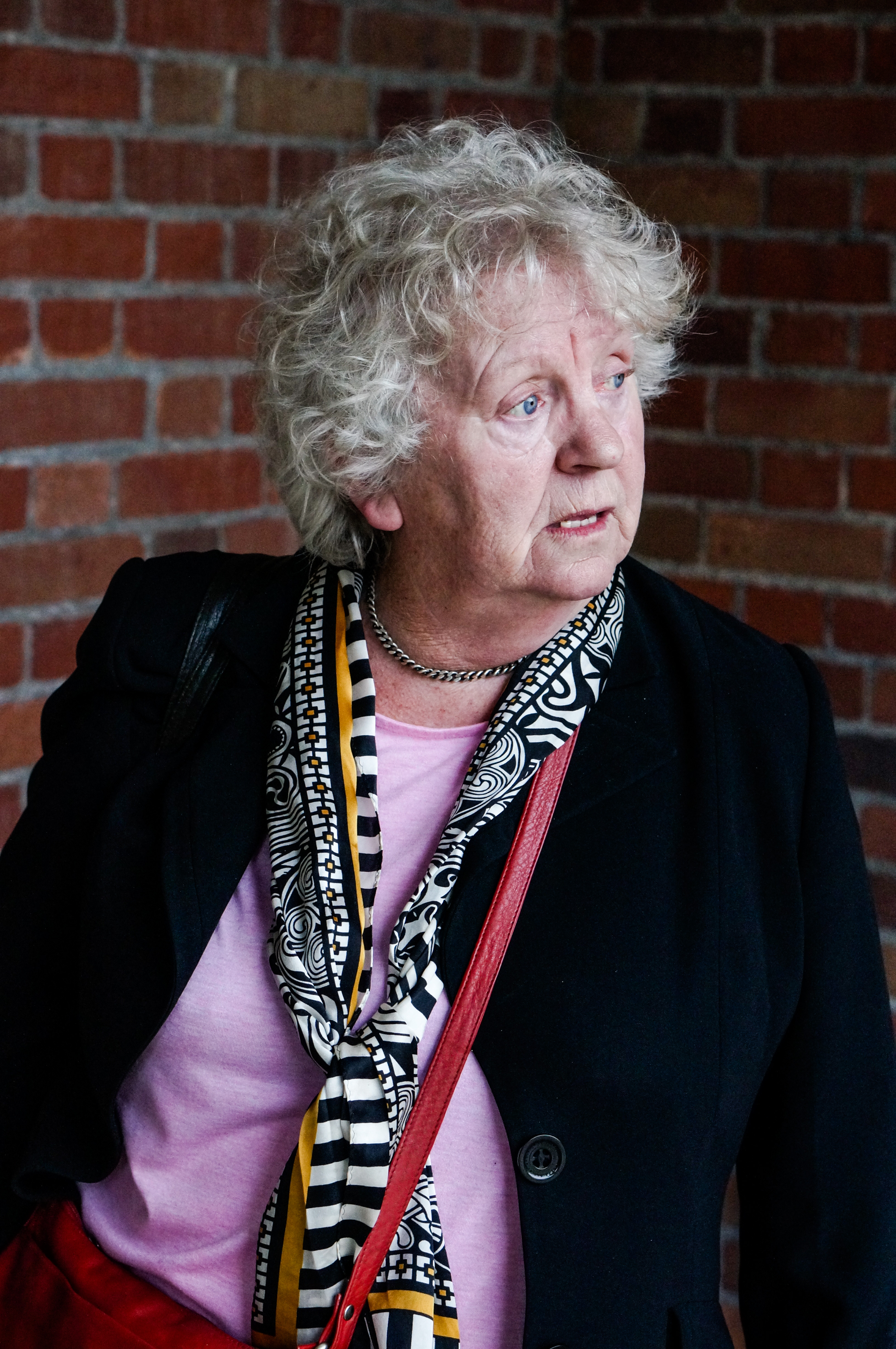
Nell McCafferty.

La deuxième vague féministe en Irlande commence dans les années 1970. Elle est dirigée par des femmes comme Nell McCafferty, Mary Kenny, June Levine et Nuala O'Faolain. À l'époque, la plupart des femmes irlandaises sont femmes au foyer. 
En 1971, un groupe de féministes irlandaises (incluant June Levine, Mary Kenny, Nell McCafferty et d'autres membres de l'Irish Women's Liberation Movement) voyagent à Belfast, en Irlande du Nord, en prenant le train surnommé « Train contraceptif », et reviennent avec des préservatifs, à l'époque illégaux en république d'Irlande.
En 1973, un groupe de féministes dirigé par Hilda Tweedy de l'Irish Housewives Association lance le Council for the Status of Women (Conseil pour le Statut des Femmes), avec pour objectif d'arriver à l'égalité hommes-femmes. Cette association fédère les différents groupes féministes. Dans les années 1990, les activités du conseil incluent le soutien de projets financés par le fonds social européen et l'organisation de programmes de formation et de conférences. En 1995, après une étude stratégique, le conseil est renommé National Women's Council of Ireland.

## Droits liés à la reproduction
En 1979, le Health (Family Planning) Act autorise la vente sur ordonnance de contraceptifs en Irlande.
En 1983, un amendement est ajouté à la constitution irlandaise et interdit l'avortement. L'avortement sur demande est toujours illégal aujourd'hui, mais on peut avorter à la suite d'une intervention médicale si la vie de la personne enceinte est en danger. Depuis quelques années, on considère le risque de suicide comme un danger également.
En 1985, le Health (Family Planning) (Amendment) Act autorise la vente de préservatifs et de spermicides aux adultes majeurs en Irlande, sans ordonnance.
En 1992, le Cas X établit le droit des femmes à avorter si la vie d'une femme enceinte est en danger à cause de la grossesse, y compris en cas de risque de suicide. Cependant, le Juge de la Cour Suprême de l'époque, Hugh O'Flaherty, a dit dans une interview de l'Irish Times que le cas X est trop spécifique pour constituer une jurisprudence claire, car X a fait fausse couche et n'a pas avorté.
En 1993, un nouvel amendement au Health Act de 1992 autorise la vente de contraceptifs sans ordonnance.
En 2012, le décès de Savita Halappanavar, quatre jours après une fausse couche, mène à des manifestations dans tout le pays, ainsi qu'entre autres en Inde et en Grande-Bretagne. En réponse à ces manifestations,, le gouvernement irlandais met en vigueur le Protection of Life During Pregnancy Act 2013. Voté par les deux Maisons du Oireachtas en juillet 2013, il est signé et publié le 30 juillet par Michael D. Higgins, le président irlandais. Il entre en vigueur le 1 janvier 2014,,. Le Protection of Life During Pregnancy Act 2013  Act No.35 de 2013, précédemment Bill No.66 de 2013, est une loi de l'Oireachtas qui définit les circonstances et processus nécessaires pour qu'on puisse avorter légalement en Irlande. Il est un complément à la Constitution, modifiée après le Cas X. Ce jugement établit le droit des femmes à avorter si la vie d'une femme enceinte est en danger à cause de la grossesse, y compris en cas de risque de suicide.
Un certain nombre d'avortements a été conduit en Irlande, en particulier quand des complications ont lieu pendant la grossesse, puisque la loi irlandaise continue à mettre la priorité sur la vie de la mère.

## Politique
En 1990, Mary Robinson est élue première présidente d'Irlande. La deuxième présidente, Mary McAleese, officie de 1997 à 2011. En décembre 2008, la sénatrice Ivana Bacik organise un événement en l'honneur de toutes les femmes élues à l'Oireachtas.
92 femmes ont été élues pour la Dáil Éireann, la première d'entre elles étant Constance Markievicz en 1919. Juste avant, en 1918, elle devient la première femme élue à la Chambre des communes du Royaume-Uni, mais suivant la ligne abstentionniste de Sinn Féin, elle ne s'y rend pas. Après les élections générales irlandaises de 2011 et le remaniement de 2014, quatre femmes deviennent ministres :  Joan Burton, Frances Fitzgerald, Jan O'Sullivan et Heather Humphries.

## Mariage et divorce
Jusqu'au Family Home Protection Act de 1976, un homme peut vendre ou hypothéquer la maison familiale sans le consentement, ou même sans en informer sa femme. D'autres changements importants faits au droit de la famille incluent le Domicile and Recognition of Foreign Divorces Act de 1986 et le Family Law Act de 1988 qui abolit le recours juridique pour la restitution des droits conjugaux. Le viol conjugal devient illégal en 1990.
En 1996, l'Irlande annule son interdiction constitutionnelle du divorce : ceci dépend du Quinzième amendement de la constitution, passé en 1995 et approuvé par référendum le 24 novembre 1995 puis signé le 17 juin 1996.

## Travail
L'Employment Equality Act de 1977 interdit la discrimination sur le genre. L'Employment Equality Act de 1998 vient le soutenir et ajouter des précisions.